# Liste der Naturdenkmäler in Sterzing
Die Liste der Naturdenkmäler in Sterzing (italienisch Vipiteno) enthält die fünf als Naturdenkmal ausgewiesene Objekte auf dem Gebiet der Gemeinde Sterzing in Südtirol.
Basis ist das im Internet einsehbare offizielle Verzeichnis der Naturdenkmäler in Südtirol (Stand: 23. Januar 2015). Dabei kann es sich um botanische, geologische oder hydrologische Naturdenkmäler handeln. Die Reihenfolge in dieser Liste orientiert sich an der ID, alternativ ist sie auch nach dem Namen sortierbar.

## Liste
| Foto |                 | Name                                                                                   | Standort                     | Beschreibung                                |
| ---- | --------------- | -------------------------------------------------------------------------------------- | ---------------------------- | ------------------------------------------- |
| BW   | Datei hochladen | Drei Fichten am Kühberg ID: 092_G01                                                    | 46° 54′ 6″ N, 11° 25′ 8″ O   | Botanisches Naturdenkmal: Fichte            |
| BW   | Datei hochladen | Eine Eiche in Sterzing ID: 092_G03                                                     | 46° 53′ 47″ N, 11° 26′ 10″ O | Botanisches Naturdenkmal: Eiche             |
| BW   | Datei hochladen | Kastellacke ID: 092_G04                                                                | 46° 55′ 14″ N, 11° 23′ 58″ O | Hydrologisches Naturdenkmal: Weiher/Teich   |
| BW   | Datei hochladen | Pferfes Moos ID: 092_G05                                                               | 46° 55′ 9″ N, 11° 24′ 40″ O  | Hydrologisches Naturdenkmal: Hangniedermoor |
| BW   | Datei hochladen | Eine Ulme in Sterzing an der Kreuzung Gänsbacherstraße – Deutschhausstraße ID: 092_G07 | 46° 53′ 34″ N, 11° 26′ 0″ O  | Botanisches Naturdenkmal: Ulme              |

| Foto: | Fotografie des Naturdenkmals. Klicken des Fotos erzeugt eine vergrößerte Ansicht. Daneben finden sich zwei Symbole: |
| ID    | Identifikator bei der Abteilung Natur, Landschaft und Raumentwicklung der Südtiroler Landesverwaltung               |